# ハンニバル・レクター
ハンニバル・レクター（英: Hannibal Lecter）は、『羊たちの沈黙』等、作家トマス・ハリスの複数の作品に登場する架空の人物。
冷酷で残忍なシリアルキラーでありながら、著名な精神科医でもあり、紳士的、貴族的な雰囲気も併せ持つ。殺害した人間の臓器を食べる異常な行為から「人食いハンニバル」（Hannibal the Cannibal、ハニバルとカニバルで韻を踏んでいる）と呼ばれる。

## 概要
トマス・ハリスの創作したキャラクターの中でも代表的な人物であり、特に1991年の映画『羊たちの沈黙』によって世界的に知られるようになった。博識で気品のある振る舞いと優雅な趣向性を持ちながら裏に強烈な狂気をはらんでいるというその異質な精神病質的人物像から、稀代の悪役としてカリスマ的な人気を誇っている。 
元々は1981年に刊行された小説『レッド・ドラゴン』の登場人物で、物語における重要な人物ではあるものの、脇役に過ぎなかった。その後、その存在感を惜しんだハリスが1988年刊行の小説『羊たちの沈黙』で再登場させ、以降、映画の人気もあってシリーズ化され、彼の名を冠した続編『ハンニバル』（1999年）や、その半生を描いた『ハンニバル・ライジング』（2006年）が刊行されることとなった。
先述の『羊たちの沈黙』を含め、シリーズはすべて映画化されており、特にレクター役としてはアンソニー・ホプキンスがよく知られている。シリーズの初映画化は『レッド・ドラゴン』の『刑事グラハム/凍りついた欲望』（1986年）であり、この時はブライアン・コックスが演じているが、ホプキンスが演じた『羊たちの沈黙』以降に世界的に人気を博したこともあり、一般には知られていない。
この『レッド・ドラゴン』は、2002年にホプキンスがレクター役として再映画化されている。ホプキンスのレクターは視聴者に強烈な印象を残し、第64回アカデミー賞の主演男優賞の他、アメリカン・フィルム・インスティチュート（AFI）が企画した「AFIアメリカ映画100年シリーズ」では、『アメリカ映画の悪役ベスト50』で第1位、彼のセリフ「A census taker once tried to test me. I ate his liver with some fava beans and a nice Chianti」（「昔、国勢調査員が来た時、そいつの肝臓をソラマメと一緒に食ってやった。ワインのつまみだ」）は『アメリカ映画の名セリフベスト100』で21位にランク入りするなど、映画史にも大きく記録されている。
ハンニバルの青年期を描いた『ハンニバル・ライジング』（2007年）では若手俳優のギャスパー・ウリエルが演じた。2013年に始まった連続ドラマではマッツ・ミケルセンが演じている。

## 来歴

### 生い立ち
名門貴族の末裔
1933年リトアニア生まれ。先天的に多指症という奇形があり、指が6本あったが、映画では一切描かれていない。
彼自身の認識によると、父方の祖先はイタリアの名門貴族、フィレンツェのマキャヴェッリ家とミラノのヴィスコンティ家の血を受け継ぐジュリアーノ・ベヴィサングエという12世紀トスカーナの人物に遡る。また母方もやはりヴィスコンティ家の末裔らしい。スイスの高名な画家バルテュスとは従兄弟の関係であると言われる。
英才教育
2歳で文字の読み書きを覚え、6歳までに英語、ドイツ語、リトアニア語の3ヶ国語を習得する。8歳の時、家庭教師であるヤコフから記憶の宮殿を用いた記憶術の指導を受ける。一貫して妹ミーシャを溺愛する。

### 少年期
両親・妹の死
第二次世界大戦中の1944年、東部戦線の拡大と共に避難を余儀なくされたレクター一家は別荘へ避難するが、そこでドイツ軍攻撃機とソ連軍戦車の戦闘に巻き込まれ、両親が死亡。妹ミーシャと二人きりになるが、大寒波に覆われリトアニアの対独協力者たちと別荘で暫く生活を共にする事になる。しかし食料が尽き、対独協力者たちは飢えを満たすため、衰弱が甚だしいミーシャを殺害し食料にする。この体験が、後の彼の異常な人格を決定的にしたとされる。
その後、別荘が破壊された混乱に乗じて逃走、雪の森の中を彷徨っている衰弱しきったハンニバルを、ソ連軍が保護した。
孤児院での生活
レクター城は接収され、戦争遺児の施設として使われる。これでレクター家の貴族としての歴史は終わることになる。ハンニバルも多数の戦争遺児と共にそこに収容されるが、別荘での一件以来、失語症（精神的な理由では発症しないとされているため実際には失声症と思われる）になっていた上に、たびたび夜驚を起こしていたレクターは、誰とも交友関係を結ぼうとせず、一日の大半を一人で過ごし、他の戦争遺児たちから疎まれる存在になる。
施設の職員に常々反抗的な態度をとっていたハンニバルは素行不良として目をつけられるが、フランスに住む叔父のロベール・レクターがハンニバルを引き取ったことで、孤児院での生活は幕を閉じる。

### 青年期
最初の殺人
ハンニバルは、高名な画家である叔父ロベール・レクターと、その妻のムラサキ夫人の下で生活を始める。レクター夫妻に依頼されハンニバルの失語症を治療するために門をたたいた医学博士は、ハンニバルに対し催眠治療を試みるが、催眠はかからず治療は果たせなかった。しかし、博士は治療の過程で、ハンニバルが同時に複数の思考を行う能力を持つ事を見抜く。ロベールはハンニバルにアトリエを与えて絵画を手ほどきし、ムラサキ夫人は日本語や和歌など日本文化の素養を身につけさせた。
ある日、ハンニバルがムラサキ夫人と市場で買い物をしていた際に、肉屋が夫人に対し野卑な言葉をかけたため、ハンニバルは肉屋に暴行を加えた。この一件を知り叔父も激昂、肉屋を杖で打ちつけている最中に持病の心臓発作を起こし死亡。ハンニバルは報復の為にムラサキ夫人が所有していた日本刀を持ち出し肉屋を殺害、更にその頬を食するが、これがハンニバルにとって最初の殺人になる。
この事件を境にハンニバルは失語症から回復するが、同時にパリ市警の警視ポピールがハンニバルの怪物性と、ムラサキ夫人の魅力に注目する契機ともなった。
妹の復讐
叔父亡き後、未亡人となったムラサキと暮らすことになったハンニバルは医科大学へと進み、解剖学を学ぶ。ハンニバルは自身の類まれな才能を遺憾なく発揮し始める。精巧な解剖図によって解剖学教授の信頼を、スケッチを販売することで生計手段を獲得。さらに幼少期に会得した『記憶の宮殿』による記憶術が彼の学習を助けた。
ハンニバルは失われた記憶を取り戻すべく、入手した薬物と音楽による自己催眠によって、別荘の惨劇の記憶（の一部）を甦らせ、妹ミーシャを殺害し食した一味達の顔を完全に思い出した。ハンニバルは報復、復讐へと行動を移し、連続殺人を犯す。首謀者の殺害時にミーシャに関する記憶の最後の部分を取り戻し、これが後の人格形成に決定的な影響を与える事となる。
事件後、肉屋の殺人事件からハンニバルをマークしていた警察により逮捕、勾留されるが、この連続殺人が「戦争が生んだ悲劇」と大々的に報道され、運よく世間の同情を惹く事ができたハンニバルは釈放。残り一人の行方を追って、フランスを離れ単身アメリカへと渡る（『ハンニバル・ライジング』）。

### 渡米後
精神科医として連続殺人
成人後アメリカに渡り医学を修得。しばらくは病院の救急外来嘱託医などをしていたが、1970年ごろに独立、精神科を開業した。その治療手腕は評判となり、多くの有名人や上流階級の人間が患者となった。こういった人種との享楽的な付き合いや非常識ぶりが、彼の眠っていた欲望や凶暴性を目覚めさせたらしく、自分の患者を殺害してはその肉を食うという連続猟奇殺人が始まった（『レッド・ドラゴン』『羊たちの沈黙』『ハンニバル』）。
1975年3月22日、患者であったボルティモア・フィルハーモニック・オーケストラのフルート奏者、ベンジャミン・ルネ・ラスペイルを殺害した際には、彼の臓器を調理して、ゲストとして招いたオーケストラの理事たちに振舞った（『レッド・ドラゴン』）。
1978年、レクターの「ちょっとした遊び心」が原因となってFBIの捜査顧問であったウィル・グレアムに犯行を突き止められ、グレアムに瀕死の重傷を負わせて逃亡。それからの9日間で更に3人を殺害している（『レッド・ドラゴン』）。
9人殺害犯として逮捕
1979年、ようやく逮捕され9人に対する第一級殺人罪で起訴された。ところが拘置されていた精神病院で、拘束を解かれた一瞬の隙を突いて看護婦に噛み付き、その顎を噛み砕き舌を食いちぎり咀嚼した後、嚥下。あまりの凶暴かつ異常な行動に、裁判所はチェサピーク州立病院ボルティモア精神異常犯罪者診療所への終身拘束を決定。
狭い独房に閉じ込められることになったが、料理書からファッション誌まで多数の書籍を購読、最厳重監視病棟の囚人の身ながら、臨床精神病理学会誌や精神医学会誌に論文を発表するなど、世間に影響を与え続けた（『レッド・ドラゴン』『羊たちの沈黙』）。
1981年、グレアムは連続殺人犯フランシス・ダラハイドの捜査協力をレクターに求めてきたが、レクターは逆にダラハイドをけしかけてグレアムと家族を襲わせた。命は助かったものの、グレアムは顔をズタズタに切り刻まれる重傷を負った（『レッド・ドラゴン』）。このように、レクターには「他人を心理的に操作して罪を犯させる驚異的な能力」があるとされる。
バッファロー・ビル事件
1983年、連続誘拐殺人犯ジェイム・ガムによる「バッファロー・ビル事件」に対する捜査協力を求めてきた、当時FBIアカデミーの学生であったクラリス・スターリング捜査官の訪問を受ける。彼女に関心を抱いたレクターは、ガムに娘を誘拐されたマーティン上院議員への情報提供の見返りとして条件の良い特殊監房に移ることになったが、その途上で2人の見張りを殺害して逃亡。バッファロー・ビル事件解決時には南米にまで逃れた（『羊たちの沈黙』）。また目立たなくするためか多指症を手術し、6本目の指を取り除いている。

### イタリア
司書・研究者として
1990年、イタリアへと渡ったレクターは、カッポーニ宮の司書を殺害し（失踪扱い）、自分がその席に収まると、ダンテ研究者のフェル博士を名乗り、フィレンツェに居を構える。この時は峻厳をもって鳴る専門家連中を満足させるほどの深い知識を披露したり、カッポーニ宮の蔵書や銀行家の往復書簡を読み漁り、ドゥオーモの修繕や、テルミンを奏でるなど生活を満喫している。
前司書の失踪事件を捜査していたリナルド・パッツィ刑事は、彼を連続殺人鬼ハンニバル・レクターではないかと疑い、レクターの元患者で、瀕死の重傷を負わされた資産家メイスン・ヴァージャーが出していた懸賞金目当てに、単独で捜査を開始するも、ヴェッキオ宮殿でパッツィの先祖の例に倣い、レクターに絞首により殺害される（『ハンニバル』）。

### 再びアメリカへ
クラリスの治療
タトゥラー誌で、クラリス・スターリングがマフィアの女ボスを射殺したことでFBI内から孤立している事を知ったレクターは、スターリングに手紙を送った後、ツアー旅行者に紛れ込み再び渡米する。
メイスン・ヴァージャーとの決着をつけるべくアメリカで潜んでいたレクターだったが、スターリングの車に誕生日プレゼントを入れようとしていたところ、張り込んでいたヴァージャー一味に麻酔銃で撃たれ、その場に昏倒、拉致される。レクターを追っていたスターリングからナイフを受け取り窮地を脱するも、今度はスターリングが麻酔銃で負傷、大量の薬物によって意識混濁となったスターリングは、レクターに治療されて一命を取り留める。
そこでレクターは、スターリングの治療をすると同時に、FBIでスターリングの悩みの種だった上司のポール・クレンドラーと「会食」することで、彼女の心の傷も治療する。愛する父親の死をついに受け入れトラウマを克服したスターリングは、今度はレクターのトラウマである『妹ミーシャの存在の場』をスターリング自身の中に作り、「記憶の宮殿を共有する」という形でレクターの傷を癒し、共依存的な関係を構築する。（『ハンニバル』）
クラリスと失踪
その後、レクターはスターリングと共に失踪、スターリングが友人に宛てた手紙を最後に消息を絶ったが、数年後に南米で観光旅行中のバーニー・マシューズ（精神異常犯罪者診療所収監時の担当看護師）に、スターリングと連れ立っているところを目撃されている。（『ハンニバル』）
公開上映された映画ハンニバルのラストでは、レクターは銃弾を受けたスターリングを治療し、鎮痛薬の影響で意識が朦朧とした状態にありながらも愚直に職務を遂行しようと試みる彼女に一瞬の隙を突かれ、手錠をかけられ捕縛されてしまうが、自らの手首を切断し逃亡、機上の人となる。
※ 年数表記は、『羊たちの沈黙』の原作を中心とした前後関係に基づく。なお、全ての作品が映画化されているが、映画版は製作時期の差により原作とは多少異なる時代設定となっている。

## 人物
知力
非常に高度な知的能力を持ち、専門の精神医療に関する豊富な知識だけでなく、高等数学、理論物理学、古文書学、美術、古今東西の歴史にも非常に詳しい。
語学
語学にも通じており、イタリア人のパッツィが違和感を全く抱かないほど自然なイタリア語を操る。
スラング
会話の中でスラングを多用し、相手を挑発したり感情を操ろうとしたり、煙に巻こうとする。『ハンニバル』での「Would you like a popper?（もっとハイになりたい？）」や「Okie Dokie!（OK!と同意）」、「TATA（バイバイ）」など。話術が非常に巧みで、ウィル・グレアムの弁では「弁舌が専門用語とスラングだらけでわけがわからない」「会話で人を煙に巻く癖がある」という。
身体能力
知力だけではなく身体能力も優れ、並外れた膂力の持ち主。青年時代に身に付けた剣術の心得もある。
嗅覚
対面している人物が普段使用している化粧品などの匂いを嗅ぎ分け、そのブランドや銘柄を正確に言い当てるほどの動物的嗅覚を持つ。飛行機の機内で客室乗務員が革バンドの腕時計を身に着けていた際には、その匂いを嫌がり、ワインの給仕を断って手酌で飲んでいる。フィレンツェで「サンタ・マリア・ノヴェッラ」のオリジナル・コロンを使い、同店でクラリスに贈る石鹸を購入するなど香りにも造詣が深い。

## 趣味・嗜好
カニバリズム
人の死肉（特に新鮮な内臓）を異常に好むカニバリズムであり、その部分は多く描かれている。いわゆる「人食い」については「食べるときは世に野放しになっている無礼な連中を食らう」というセリフがみられる。幼少期、彼の妹が殺された際に、知らずに自分も妹の肉を食べさせられていた事がトラウマとなり、カニバリズムの根源となっている。自分だけでなく他者にも知らせずに人肉料理をふるまう。
教養ある人物への偏執
連続殺人犯ではあるが、認めた相手に対しては紳士的に接する。彼に敬意を持って接したバーニー・マシューズ（収監施設の看護師）とは会話を交わし、請われれば知識を伝授することもあった。ボルティモア収容時には、自分の隣の囚人ミッグスがバッファロー・ビルの捜査で訪れたクラリスを辱めた際に、それまでのそっけない態度を一変させてクラリスに事件のヒントを教えた。その後、ミッグズはレクターに「会話」で追い詰められ自殺する。
自身が優れた知性と感性、豊富な知識を備えた人間であることに強いプライドを持っており、能力的に伍する者が現れた場合はそれがたとえ一側面に過ぎずとも異常な興味と執着を示す。例として『レッド・ドラゴン』において、謙遜から自らを凡庸な人物と述べるウィル・グレアムに対して「自分を追い詰め、囚われの身にした人物が凡庸であるわけがない」とたしなめる場面がある。
美食家
機内食は一切口にしないほどの大変な美食家。料理も得意で犯行にも取り入れられている。ドラマでは数々の料理のシーンも見せ場の一つとなっている。ワインや高級食材だけでなく、食器にもこだわりを持つ。
クラシック音楽
嗜好する音楽はクラシック音楽。グレン・グールドの演奏するバッハ「ゴルトベルク変奏曲」を好む。『レッド・ドラゴン』ではオーケストラで稚拙な演奏を披露したフルート奏者を殺害、調理している。『ハンニバル』では路上でトランペットを演奏していた青年に投げ銭を行っている。
自動車
カーマニアであり自動車の運転を好むという能動的な一面もある。ベントレーやジャガーXJR（いずれもスーパーチャージャー付きの高級車）を自ら乗りこなす。
ナイフ
『ハンニバル』のパッツィ刑事殺害に使用されたナイフはスパイダルコ社製の実在するモデル（C08 - Harpy）。小説版では同社のナイフを数本購入する描写があり、何らかの思い入れがあるようである。

## モデル
ハンニバル・レクターの人物像は、テッド・バンディをはじめとする世界各地の実在するシリアルキラーを融合させて、原作者のトマス・ハリスが創造したものである。しかし、その中でもハリスに一際インスピレーションを与えた人物がおり、それがアルフレド・バッリ・トレビーニョ（Alfredo Ballí Treviño）である。
原作者のトマス・ハリスは、若き日、テキサス州のベイラー大学で英語学を専攻しながら、地元紙に犯罪記事を提供して身を立てていた。次いでAP通信のニューヨーク支社へと移り、国際報道にも携わったという。そんなジャーナリスト時代であった1960年代初め、ハリスはある殺人事件の取材でメキシコの刑務所に出向いた。その取材中、同刑務所の診療所でサラザール博士と呼ばれる人物とも話をすることになった。サラザール博士の物腰は知的かつ紳士的で、まさにドクターという呼び名を体現したような人物であったため、ハリスは刑務所に勤める医師であろうと思った一方、博士の考え方には時折ぞっとさせるものもあったという。そして取材を終えたハリスは、後に、サラザール博士が自分が思っていたような刑務所の職員ではないことを知る。実は、彼は本名をアルフレド・バッリ・トレビーニョといい、医学の知識を利用して殺した相手の死体を切り刻み小さな箱に収めることで証拠隠滅を図った、元外科医の服役囚であった（彼は同様の手口でさらに複数の殺人を犯した疑いが持たれていた）。このトレビーニョの姿がハリスの作品に大きな影響を与えたという。
なお、レクター博士を演じたアンソニー・ホプキンスは、かつてロンドンに住んでいた時、道端でおかしな行動をしている男性と遭遇し、「かなり怖い思い」をした際、その男性がまばたきをしていなかったことから、レクター博士を怖く見せるために「まばたきをしない」表現を取り入れたという。

## 登場作品

### 小説
『レッド・ドラゴン』（Red Dragon）
1981年に出版。1986年に『Manhunter』の題名で映画化（邦題『刑事グラハム/凍りついた欲望』、ビデオ改題『レッド・ドラゴン/レクター博士の沈黙』）。2002年に原題の『レッド・ドラゴン』で再映画化。2013年にはアメリカNBCにより『ハンニバル』としてドラマ化されている。
『羊たちの沈黙』（The Silence of the Lambs）
1988年に出版。1991年に映画化。映画作品については『羊たちの沈黙』を参照。
『ハンニバル』（Hannibal）
1999年に出版。2001年に映画化。映画作品については『ハンニバル』を参照。
『ハンニバル・ライジング』（Hannibal Rising）
2006年に出版。2007年に映画化。映像作品については『ハンニバル・ライジング』を参照。

### 映像化
上記は出版順で、映像化順としては下記となる。
- 1986年 刑事グラハム/凍りついた欲望
- 1991年 羊たちの沈黙
- 2001年 ハンニバル
- 2002年 レッド・ドラゴン
- 2007年 ハンニバル・ライジング
- 2013年 ハンニバル（テレビドラマ）

## 俳優

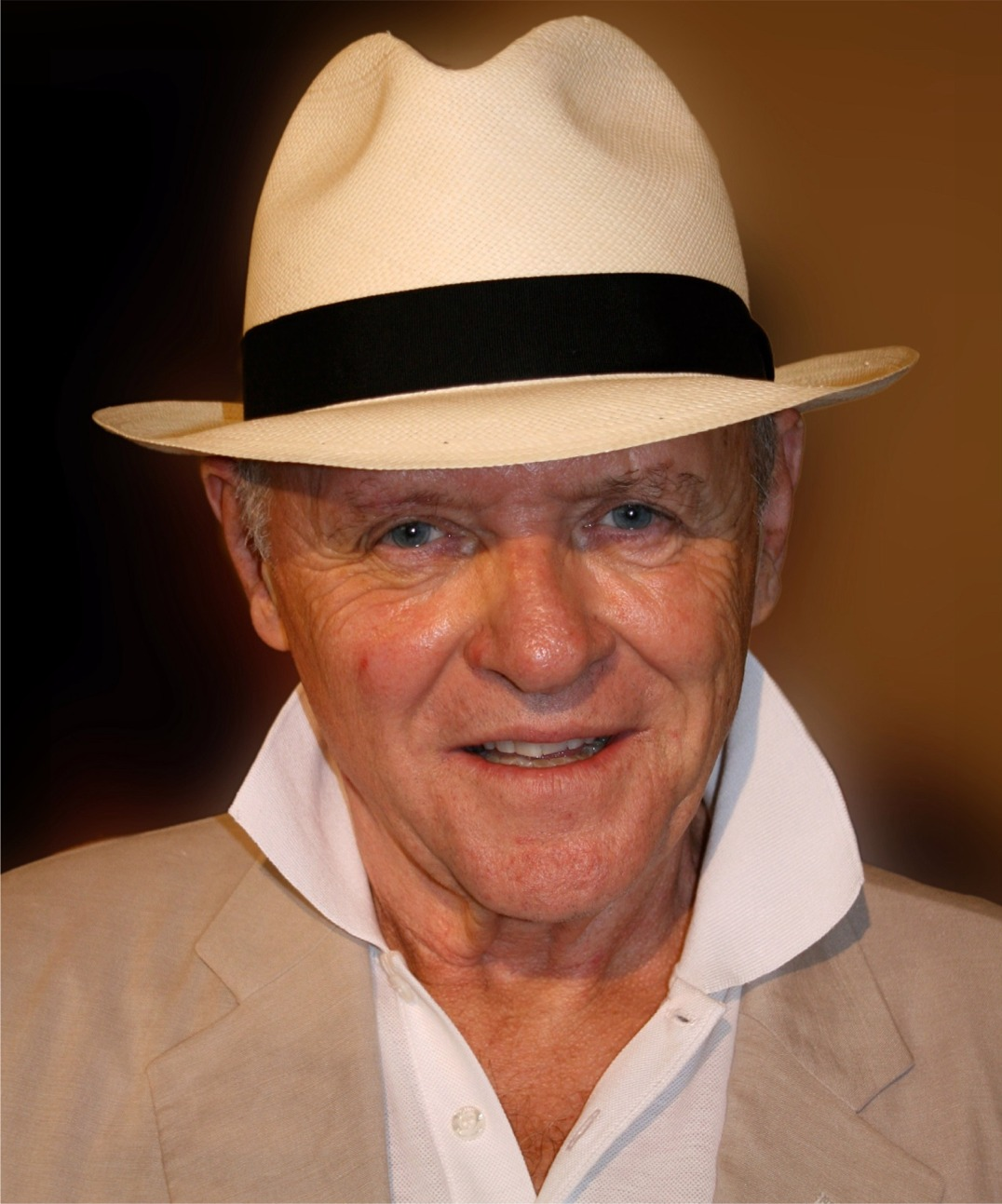
アンソニー・ホプキンス

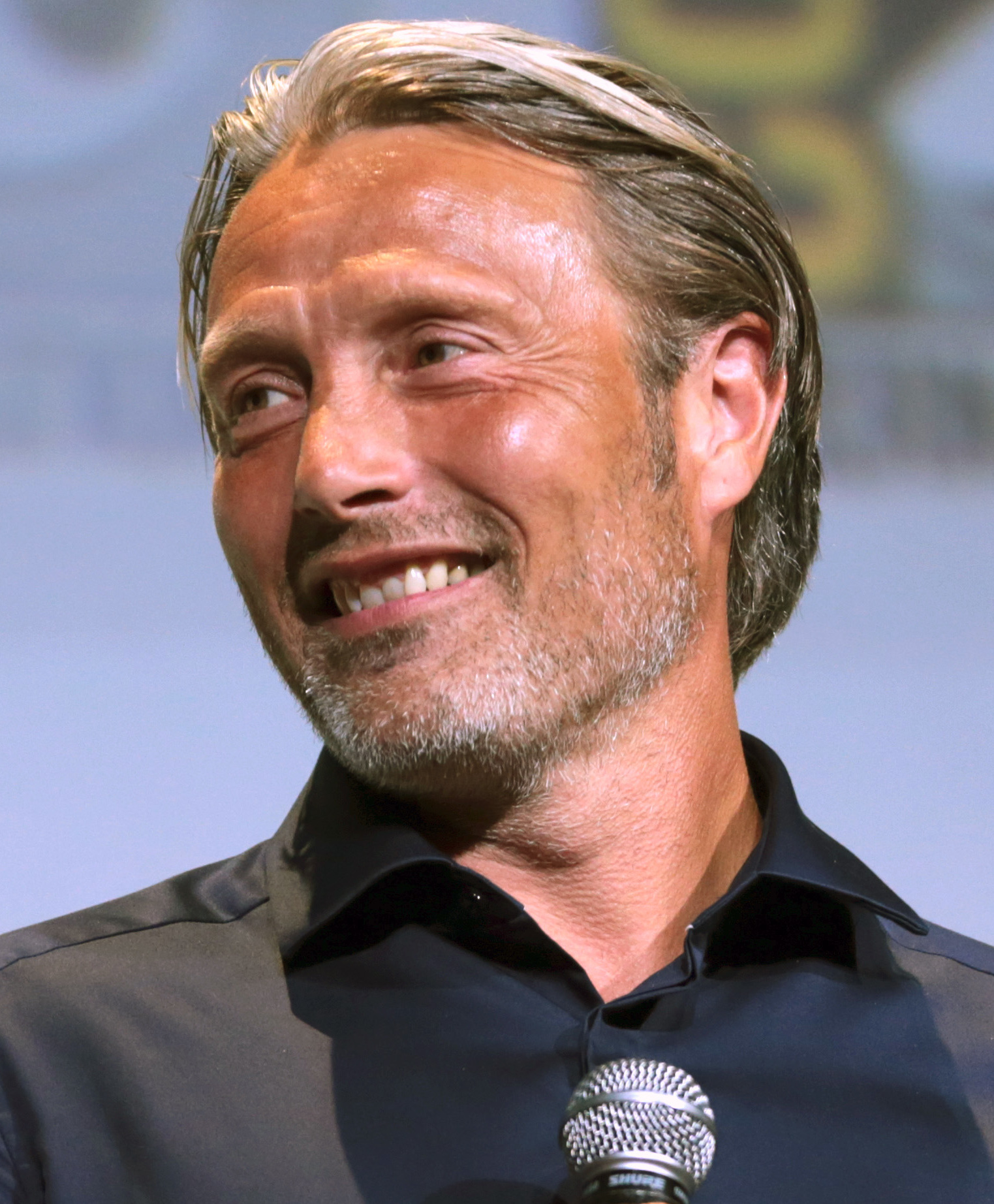
マッツ・ミケルセン

映画化作品においてハンニバル・レクターを演じた最初の俳優は1986年『刑事グラハム/凍りついた欲望』のブライアン・コックスであった。ハンニバル・レクター役で最も有名とされるのは、『羊たちの沈黙』『ハンニバル』『レッド・ドラゴン』で演じたアンソニー・ホプキンスである。『羊たちの沈黙』の演技により、彼は初のアカデミー賞主演男優賞を受賞した。
2007年に映画が公開された『ハンニバル・ライジング』では新しく若手の俳優ギャスパー・ウリエルが起用され、ホプキンスは出演していない。ホプキンス自身は『世界最速のインディアン』公開での来日時、各映画雑誌などに「もうレクターはこりごりだよ。」と語っている。ちなみにホプキンスはベジタリアンであり、人間はもちろん、牛・豚・鶏は絶対に食べない。
2013年よりアメリカNBCで放送が始まったテレビドラマ『ハンニバル』ではマッツ・ミケルセンがハンニバル・レクターを演じているが、時代設定が2013年時点の現代に置き換えられているため、原作の生い立ちそのものが根本から異なる。映画版のようにレクターが直接的に犠牲者に噛みつくカニバリズム的描写はない。

## 声優
| 作品名                 | 俳優                   | 吹き替え声優                                               |
| ---------------------- | ---------------------- | ---------------------------------------------------------- |
| 羊たちの沈黙           | アンソニー・ホプキンス | 金内吉男（VHS） 石田太郎（テレビ朝日） 堀勝之祐（DVD・BD） |
| ハンニバル             | アンソニー・ホプキンス | 石田太郎（DVD・BD・テレビ東京） 日下武史（テレビ朝日）     |
| レッド・ドラゴン       | アンソニー・ホプキンス | 石田太郎（テレビ東京） 麦人（DVD・BD）                     |
| ハンニバル・ライジング | ギャスパー・ウリエル   | 浪川大輔                                                   |
| ハンニバル（ドラマ）   | マッツ・ミケルセン     | 井上和彦                                                   |